# سرحانی
سرحانی، روستایی از توابع شهر میداود شهرستان باغ‌ملک در استان خوزستان ایران است.

## جمعیت
این روستا در شهرمیداود قرار دارد و براساس سرشماری مرکز آمار ایران در سال ۱۳۸۵، جمعیت آن ۱٬۱۳۴ نفر (۲۳۴خانوار) بوده‌است. جمعیت کلی این روستا به بیش از پنج هزار نفر می‌رسد که برای اشتغال و تحصیلات از روستا مهاجرت کرده و در شهرهای رامهرمز، اهواز، خرمشهر، آبادان، ماهشهر و… ساکن شده‌اند.